# 프리드리히 크리스티안 폰 작센 선제후

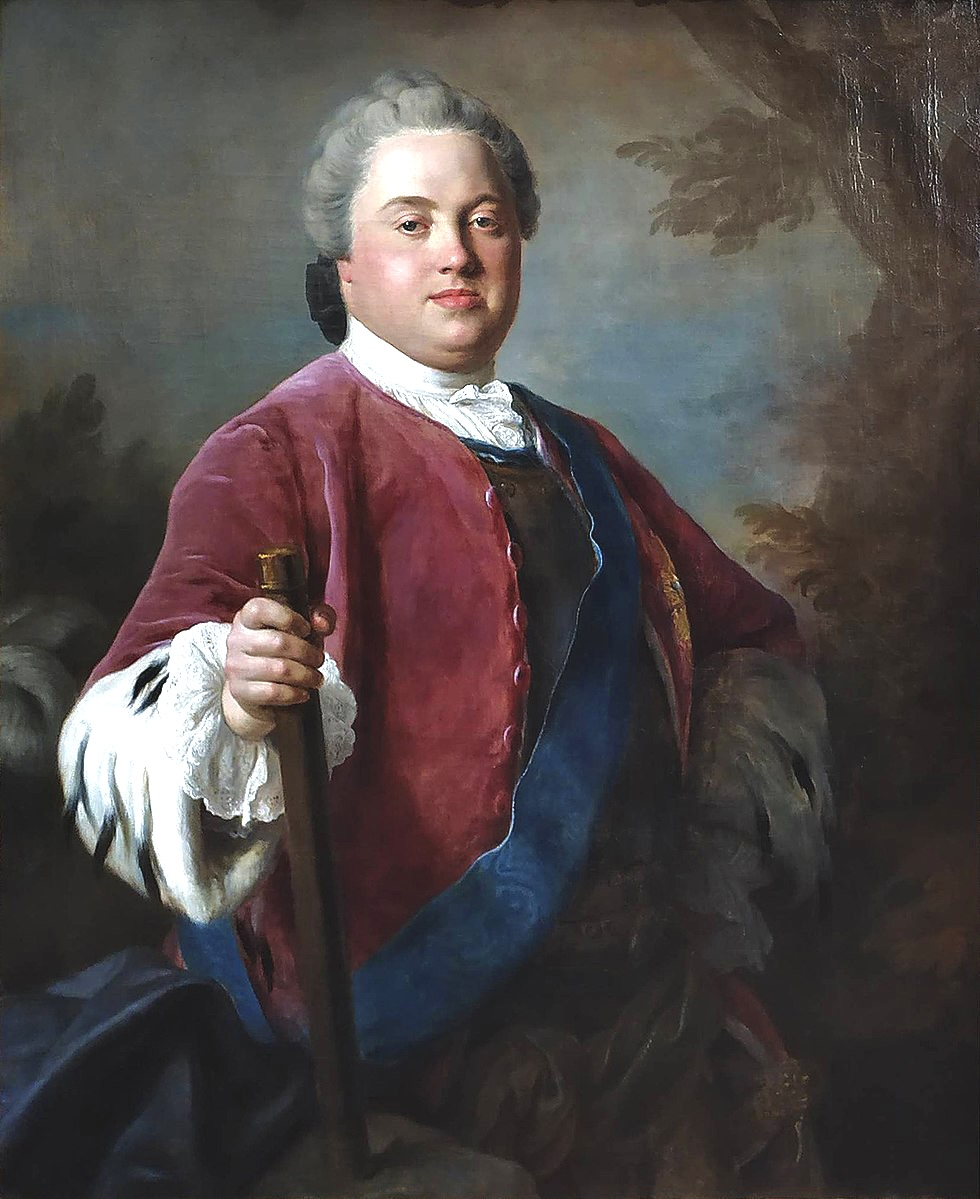
프리드리히 크리스티안

프리드리히 크리스티안(Friedrich Christian, 1722년 9월 5일~1763년 12월 7일)은 작센 선제후국의 선제후이다. 아우구스트 3세의 장남이다.